# Fehér kőris
A fehér kőris (Fraxinus americana) az olajfafélék családjába (Oleaaceae) tartozó lombhullató fafaj.

## Elterjedése
Észak-Amerika keleti részéről származik, de a mérsékelt égövben sokfelé ültetik, így Magyarországon dísznövényként is kedvelt.

## Jellemzői
Sudár termetű, 20-30 méter magasságra megnövő fa. Kérge szürkésbarna, szabálytalanul repedezett. A téli rügyek sötétbarnák, feketések, a vesszők és hajtások normál vastagságúak. Szárnyalt levelei 35 cm-esek, 5-9 tojásdad, lándzsás, kihegyesedő, gyéren fogazott, rövid nyelű, 12 cm hosszú, 7,5 cm széles levélkéből összetettek. Felszínük sötétzöld, sima, fonákjuk kékeszöld, zöld, kopasz, vagy gyengén szőrös. Hajtásai és a levélgerinc kopaszok. 
Levelei ősszel sárgára vagy bíborvörösre színeződnek.
Kétlaki virágai egyivarúak, aprók, zöldek vagy bíborszínűek, szirmaik nincsenek. Bugáik kora tavasszal, a lombfakadás előtt nyílnak.
Termése 5 cm hosszú, zöld, éretten világosbarna, nagy csomókban fejlődő szárnyas lependék.

## Képek

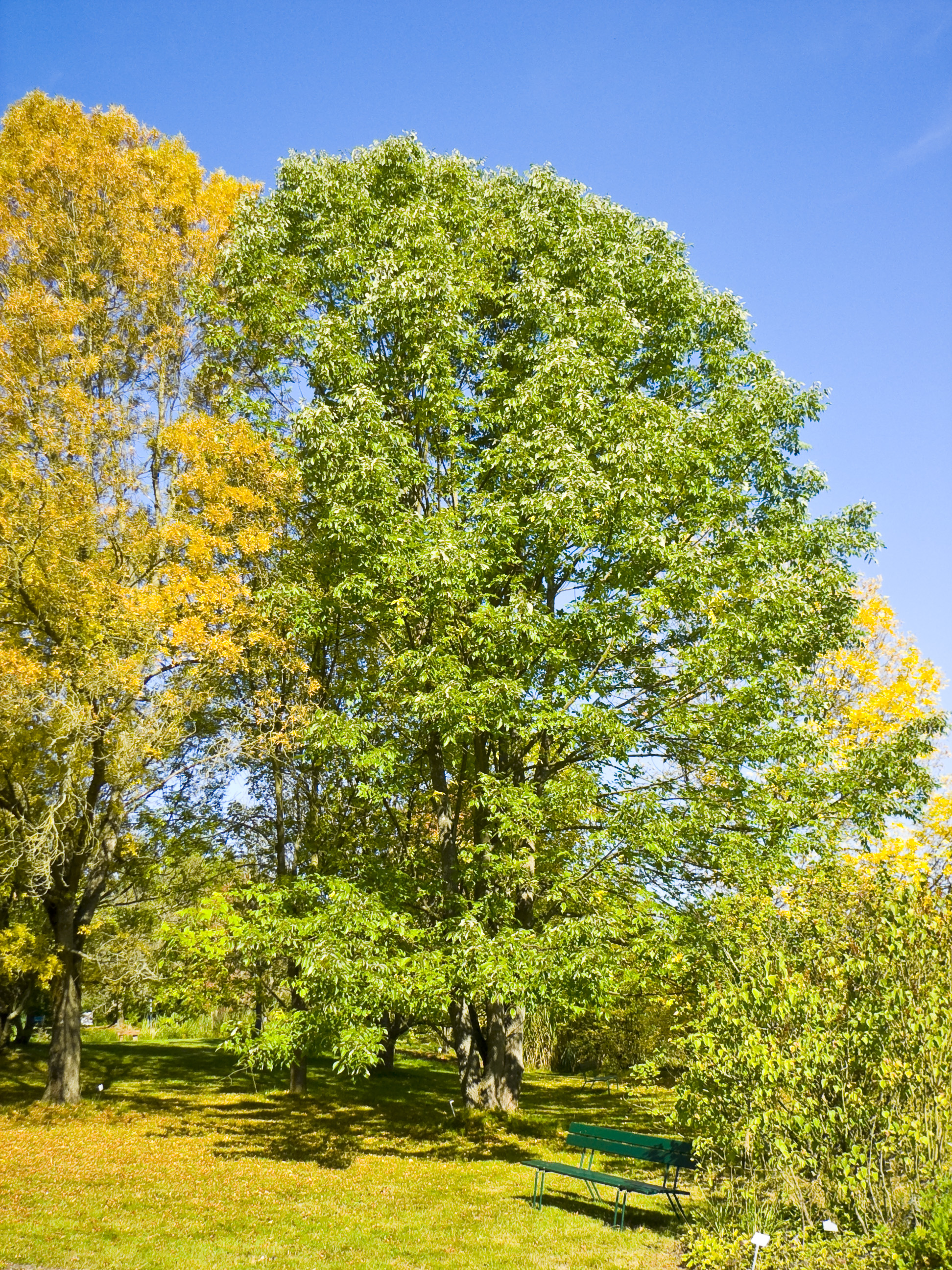
Fehér kőris habitusa
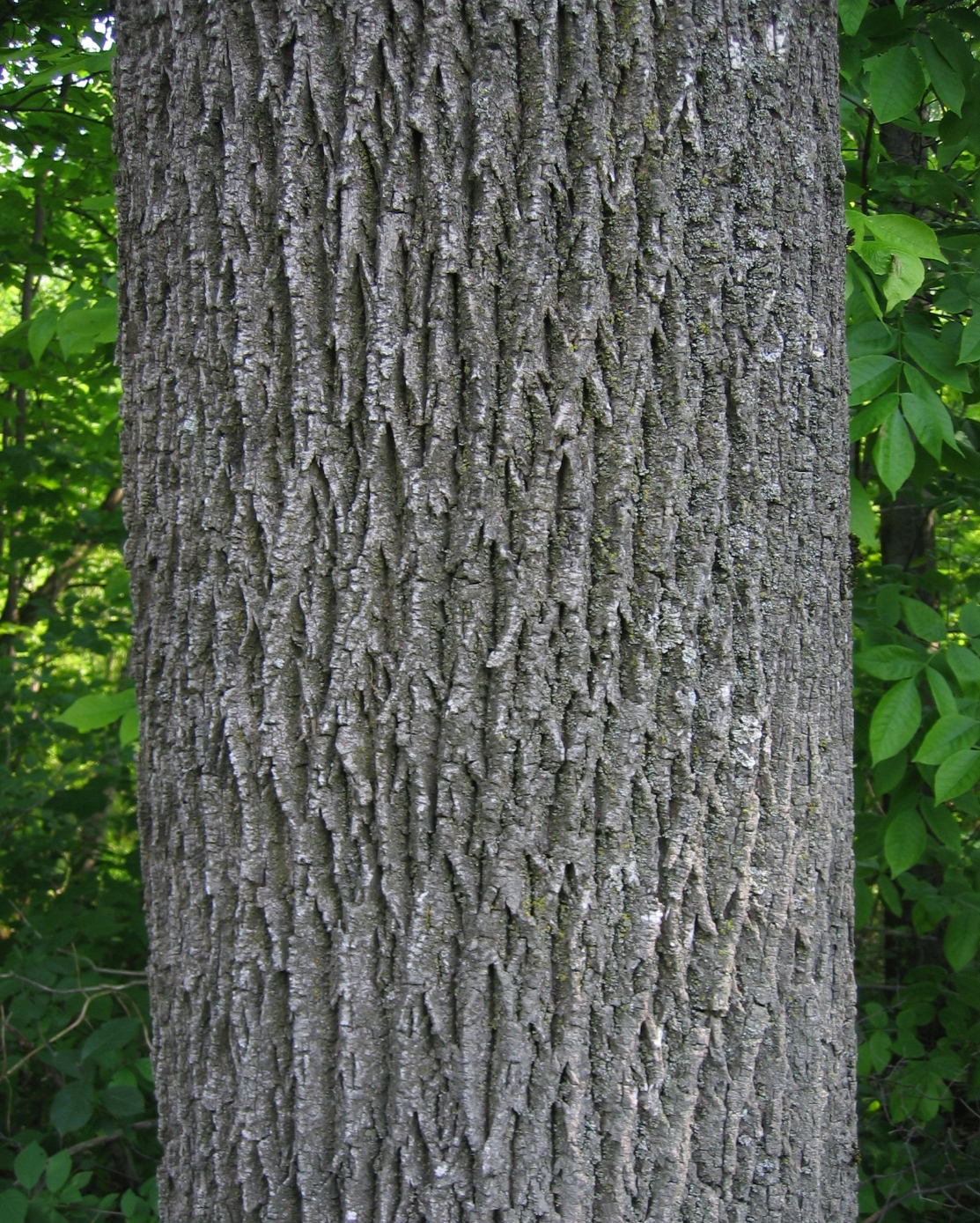
Kérge
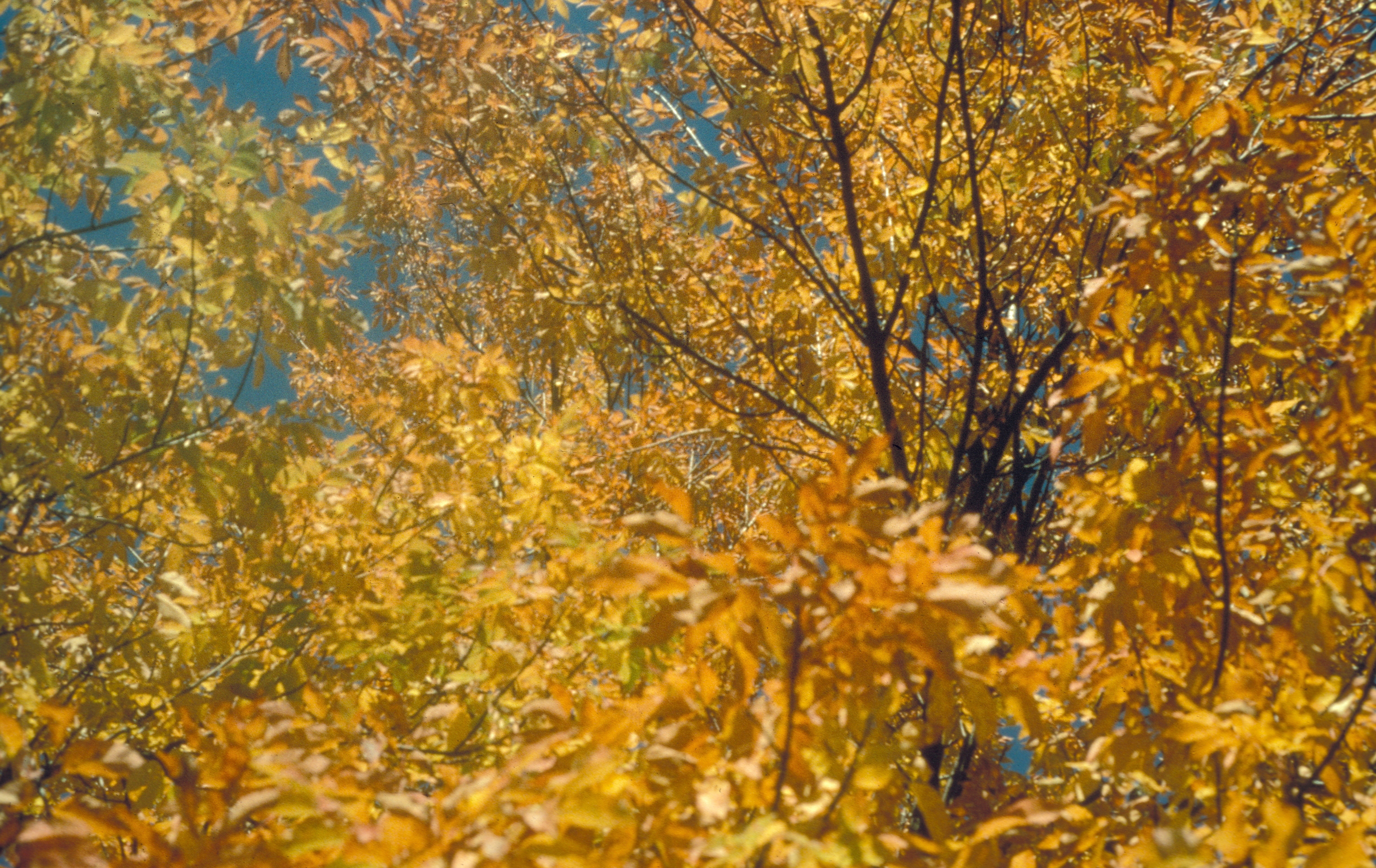
Őszi lombszíne
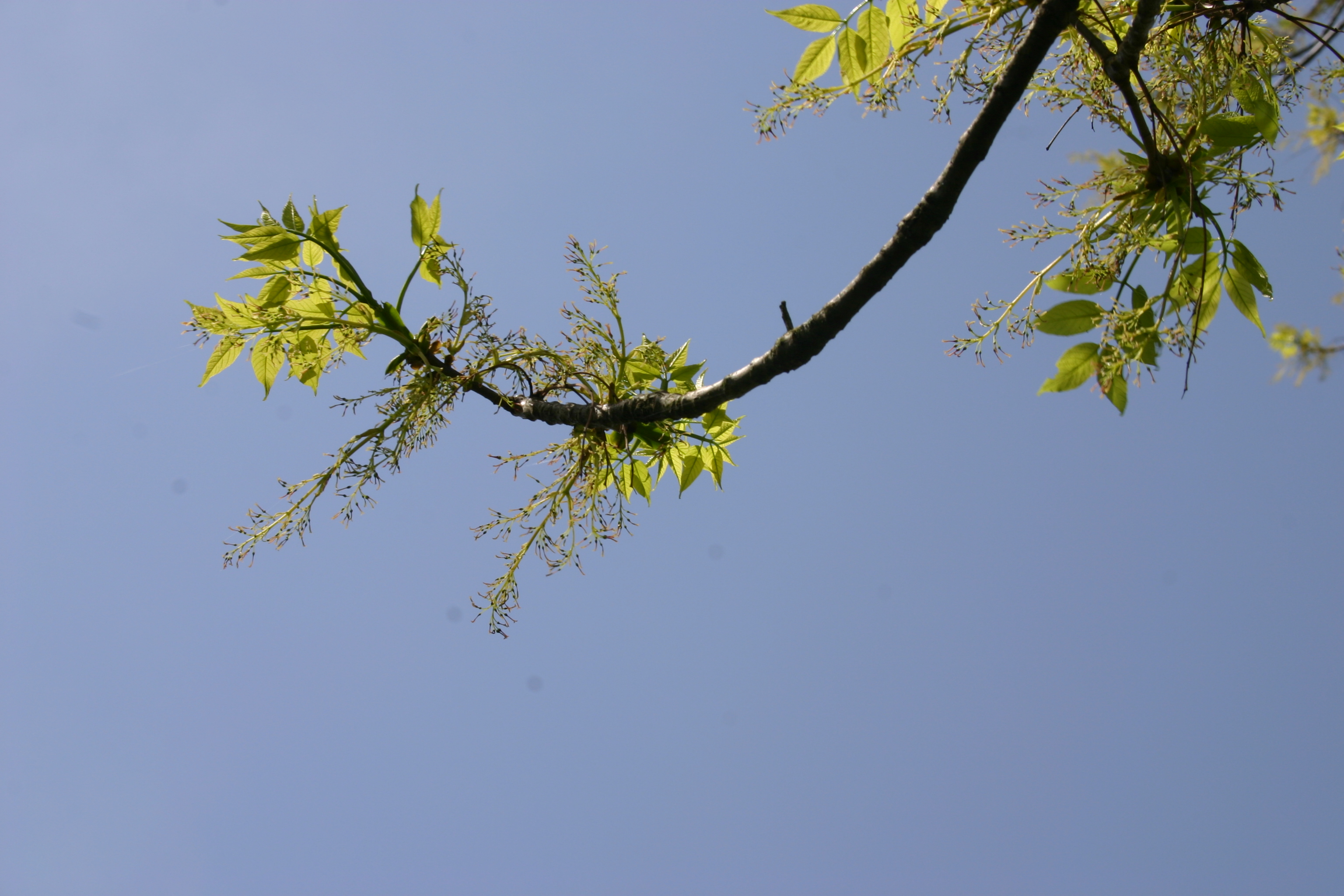
Virágai
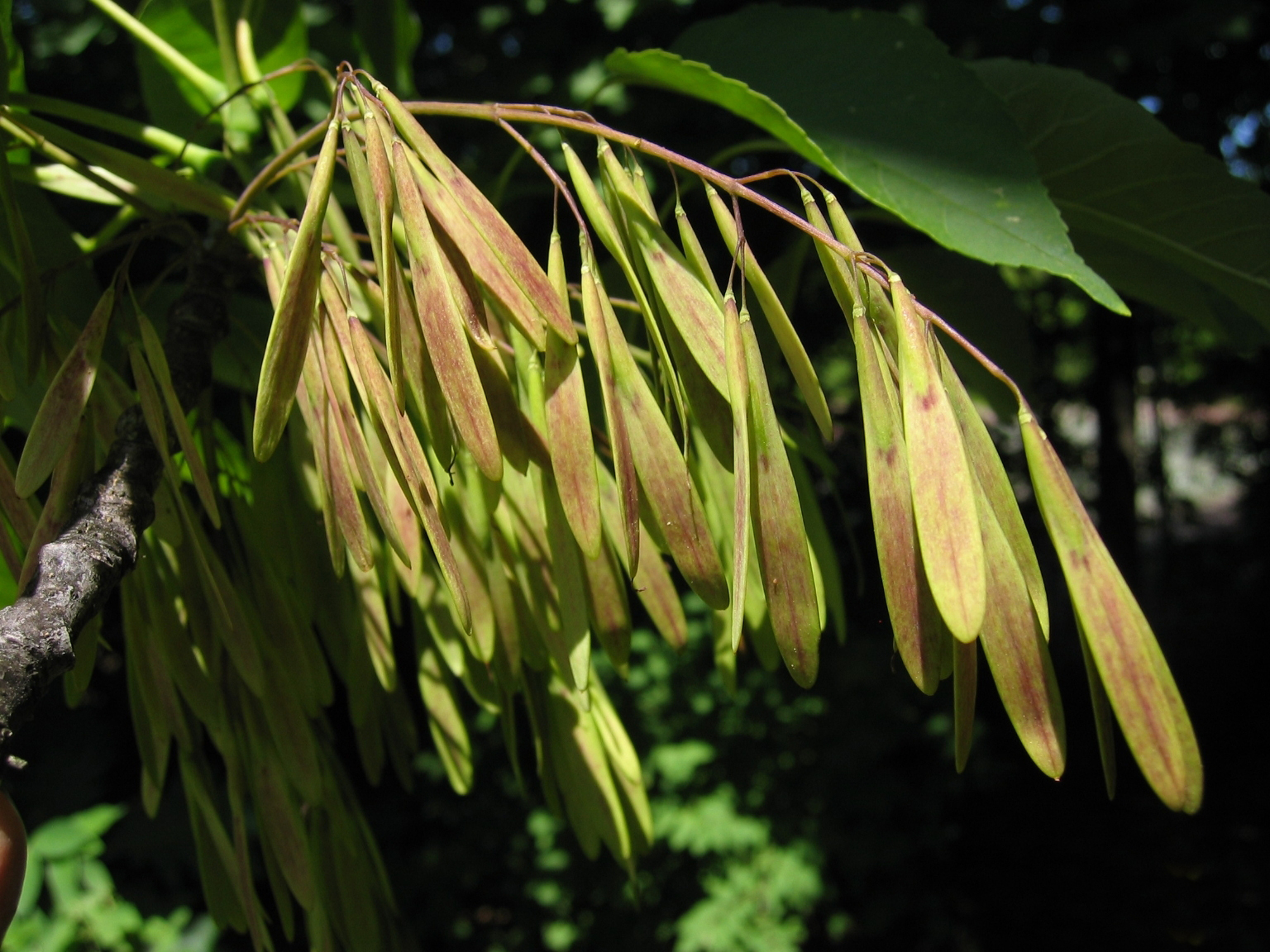
Lependéktermései

## Hasznosítása
Kemény fájából kéziszerszámokat készítenek. Dísznövényként ültetik, jó mezofita viszonyok közé, vagy nyirkos talajra ültethető.